# Largo Glênio Peres

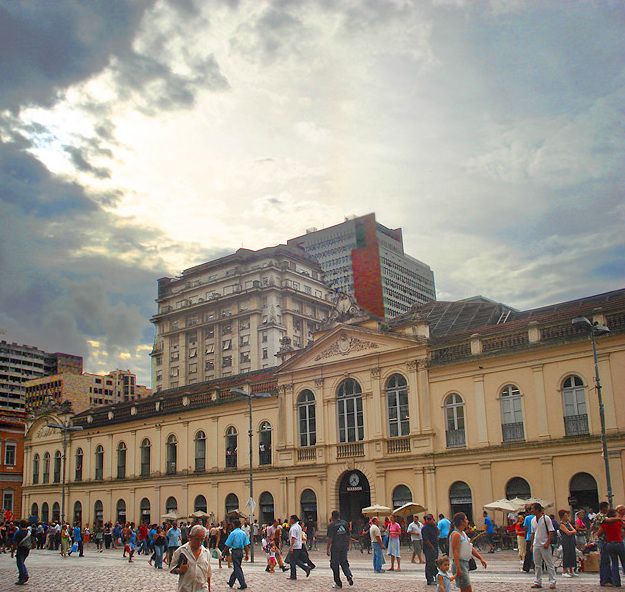
Largo Glênio Peres, em frente ao Mercado Público.

O Largo Glênio Peres é um espaço público da cidade de Porto Alegre. Está localizado no centro da cidade, em frente ao mercado público e à Praça XV de Novembro.
O nome do espaço é uma homenagem a Glênio Peres, jornalista, compositor, poeta, vereador na capital por vinte anos e vice-prefeito na gestão de Alceu Collares, e falecido em 27 de fevereiro de 1988.
Inaugurado em 1922, no local acontecem manifestações artístico-culturais e políticas. A pavimentação de 6.309 metros quadrados resgata o desenho que, na década de 1930, existia em frente ao prédio da prefeitura. O desenho é semelhante a um tapete persa, composto por lajotas em basalto cinza e pedras portuguesas, nas cores preto, branco e rosa. No Largo Glênio Peres também existe um bonde modelo J.G. Brill, utilizado na década de 1930.
No largo foi instalado o Painel Afrobrasileiro, integrando o Museu de Percurso do Negro em Porto Alegre.